# Centerville, Texas
Centerville là một thành phố thuộc quận Leon, tiểu bang Texas, Hoa Kỳ. Năm 2010, dân số của xã này là 892 người.

## Dân số
- Dân số năm 2000: 903 người.
- Dân số năm 2010: 892 người.